# Font dels Capellans (Castellvell de Bellera)
La Font dels Capellans és una font del terme municipal de Sarroca de Bellera (antic terme ribagorçà de Benés, del Pallars Jussà, dins del territori del poble de Castellvell de Bellera.
Està situada a 1.487 m d'altitud, al sud de Castellvell de Bellera, al vessant sud-oest del Tossal del Portell. Queda al nord del Tossal de Batllo.